# Zonder titel (Margot Zanstra)
Tussen twee aaneengebouwde voormalige kantoorgebouwen uit 1972 aan de Staalmeesterslaan en de Jan Evertsenstraat in Amsterdam staat een titelloos kunstwerk.
Het is een geometrisch plastiek ontworpen door Margot Zanstra. Haar man Piet Zanstra ontwierp de twee betonnen massief aandoende gebouwen. Tussen de gebouwonderdelen (een hoogbouw en een laagbouw) was een gezamenlijke entree. Toen het complex rond 2012 een andere bestemming kreeg werd die entree verwijderd en kwamen er twee afzonderlijke ingangen. Het kunstwerk moest daarop verplaatst worden; de landschapsarchitect betrokken bij de herinrichting wilde het beeld voor de plek behouden. In de gebouwen zijn nu een hotel en een hotelschool gevestigd.
Het beeld is typisch voor Zanstra’s werk in dat het van alle kanten een ander beeld geeft. Sommigen zien een gelijkenis met het Sibeliusmonument in Helsinki van Eila Hiltunen.